# باشگاه فوتبال هایت تاون
باشگاه فوتبال هایت تاون (به انگلیسی: Hythe Town Football Club) یک باشگاه فوتبال در شهر هایت، کنت، کشور انگلستان است که در سال ۱۹۱۱ میلادی تأسیس شده‌است.